# Gillis Rombouts

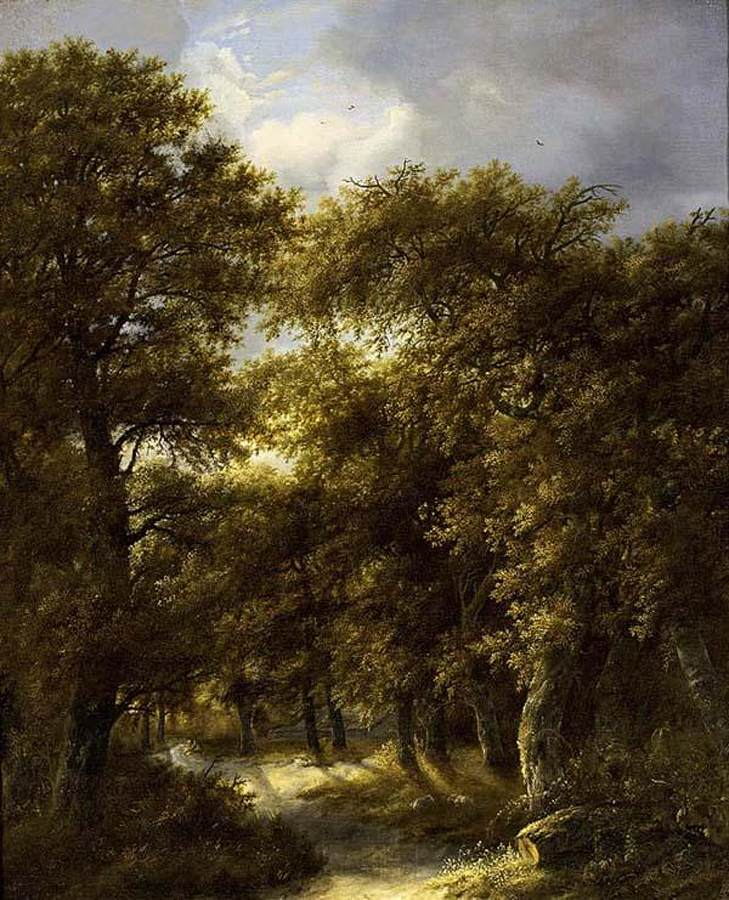
Boslandschap, olieverf op doek, privécollectie

Gillis Rombouts (Haarlem, 1630 - aldaar, 1672) was een Nederlands kunstschilder en tekenaar uit de Gouden Eeuw. 
Rombouts vervaardigde landschappen, vaak met bomen of bossen in verschillende jaargetijden als thema, soms met architectuur en genre-elementen. Zijn landschappen vertonen overeenkomst met die van Jacob van Ruisdael en Meindert Hobbema. Zijn zoon Salomon Rombouts volgde in zijn vaders voetsporen.
Rombouts overleed in Haarlem en werd op 25 februari 1672 begraven op het Gasthuiskerkhof.